# Huancavilca Sporting Club
El Huancavilca Sporting Club, conocido simplemente como Huancavilca, es un equipo de fútbol profesional de la ciudad de La Libertad, provincia de Santa Elena, Ecuador. Fue fundado en 2018 y actualmente juega en la Segunda Categoría de Ecuador.
Está afiliado a la Asociación de Fútbol Profesional de Santa Elena.

## Historia
El club surgió en los torneos barriales de Santa Elena por el año 2018, pero es en 2021 cuando debuta en los torneos profesionales. Inició en el Campeonato Provincial de Segunda Categoría de Santa Elena, en la primera fase de dicho torneo estuvo en el Grupo B, ganó tres partidos, empató dos y clasificó a la fase final y play-offs del Ascenso Nacional de esa temporada; en las semifinales cayó ante Deportivo Santa Elena y el partido por el tercer puesto ganó 3-1 al club Carlos Borbor Reyes. En la primera ronda de la fase nacional derrotó a San Luis de Bolívar y fue eliminado por Aampetra en la segunda ronda.
En la temporada 2022 del torneo provincial conseguiría su primer título, tuvo una campaña sobresaliente siendo campeón invicto con nueve victorias y un empate, la primera fase la avanzó como primero de grupo, en las semifinales derrotó a Espartanos y en la final venció 3-1 a Atlético Porteño, en calidad de campeón provincial clasificó a la Copa Ecuador 2023. En la fase nacional mejoró su participación con respecto a 2021, en la primera ronda derrotó a Santos Fútbol Club de El Guabo, en la segunda ronda al Club Sport 3 de Julio de Santo Domingo y en octavos de final fue eliminado por Aampetra nuevamente.

## Uniforme
Los colores y diseño del uniforme del club son principalmente el azul como predominante y el celeste como secundario.
- Uniforme titular: blanco y celeste.

- Uniforme alternativo: verde y gris oscuro.

## Estadio
El estadio Washington Álvarez es un estadio multiusos. Está ubicado en parroquia Ancón, provincia de Santa Elena. Es usado mayoritariamente para la práctica del fútbol, su césped es en su totalidad sintético y tiene capacidad para 1000 espectadores.

## Jugadores

### Plantilla 2023
- Actualizado en 2023.

## Datos del Club
- Temporadas en Segunda Categoría: 3 (2021-presente)

## Palmarés

### Torneos provinciales
| Competición                            | Títulos | Subcampeonatos |
| -------------------------------------- | ------- | -------------- |
| Profesional                            |         |                |
| Segunda Categoría de Santa Elena (1/1) | 2022    | 2023           |